# 未来定番曲
『未来定番曲 〜Future Standard〜』（みらいていばんきょく フューチャー スタンダード）は、2013年4月から2017年9月まで放送されていた音楽番組。

## 番組内容
毎回複数のアーティストをピックアップしている。アイドルも積極的に番組内で数々紹介されている。
活動の舞台裏などあまり見ることのない顔を特集。歌手活動の裏側が見られる。番組の冒頭では、現代まで歌い継がれている名曲をボーカロイド“MAYU”がカバーして紹介するコーナーがある。
オンエアが終わった放送回を期間限定でYouTubeに公開している。

## 過去のネット局
- テレビ埼玉 (TVS) : 毎週月曜日 25:30 - 26:00
- BS12 トゥエルビ(BS12)：毎週月曜日 26:00 - 26:30
- とちぎテレビ (GYT) : 毎週火曜日 24:00 - 24:30
- テレビ神奈川 (TVK) : 毎週水曜日 26:30 - 27:00
- 群馬テレビ (GTV) : 毎週月曜日 24:00 - 24:30（14日遅れ）
- YouTube公式チャンネル : 毎週金曜日 12:00更新

- CBCテレビ (CBC) : 2013年4月 - 2014年9月
- 北海道放送 (HBC) : 2013年4月 - 2014年9月
- 京都放送 (KBS) : 2013年4月 - 2014年12月
- 千葉テレビ (CTC) : 2013年4月 - 2016年3月

## ピックアップアーティスト
これまでに紹介されたアーティスト
- 第 1回放送： Yun✻chi、 Civilian Skunk、イケメン'ズ、palet
- 第 2回放送： Civilian Skunk、palet、イケメン'ズ、Yun✻chi
- 第 3回放送： 井上苑子、palet、吉田山田、Yun✻chi
- 第 4回放送： Yun✻chi、吉田山田、井上苑子、palet
- 第 5回放送： Civilian Skunk、バニラビーンズ、ハナエ、さんみゅ〜
- 第 6回放送： ハナエ、バニラビーンズ、さんみゅ〜、Civilian Skunk
- 第 7回放送： ELLIE、THE RiCECOOKERS、ハナエ、さんみゅ〜
- 第 8回放送： さんみゅ〜、THE RiCECOOKERS、ELLIE、ハナエ
- 第 9回放送： ELLIE、伊禮恵、CHRIS HART、I-RabBits
- 第10回放送： 伊禮恵、THE CHERRY COKE$、CHRIS HART、I-RabBits
- 第11回放送： BUZZ THE BEARS、Kaleido Knight、N.Y & Bicycle、THE CHERRY COKE$
- 第12回放送： THE CHERRY COKE$、N.Y & Bicycle、Kaleido Knight、BUZZ THE BEARS
- 第13回放送： 逗子三兄弟、姫carat、N.Y & Bicycle、アンモフライト
- 第14回放送： アンモフライト、姫carat、沢井美空、逗子三兄弟
- 第15回放送： 逗子三兄弟、アンモフライト、沢井美空、palet
- 第16回放送： アンモフライト、ハナエ、逗子三兄弟
- 第17回放送： ハナエ、CHOP STICK、つりビット、Aldious
- 第18回放送： Aldious、CHOP STICK、小桃音まい、沢井美空
- 第19回放送： 沢井美空、小桃音まい、DJ KENKAIDA、Aldious
- 第20回放送： DJ KENKAIDA、Aldious、小桃音まい、LUV
- 第21回放送： The Sketchbook、CHOP STICK、LUV、小桃音まい
- 第22回放送： GOOD BYE APRIL、つりビット、斉藤利菜、tricot
- 第23回放送： tricot、斉藤利菜、つりビット、GOOD BYE APRIL
- 第24回放送： NEO HERO、Vinal、KIDS、tricot
- 第25回放送： KIDS、NEO HERO、The Sketchbook、GOOD BYE APRIL
- 第26回放送： 見田村千晴、CHOP STICK、岡野宏典、吉田山田
- 第27回放送： 吉田山田、Vinal、岡野宏典、見田村千晴
- 第28回放送： 吉田山田、見田村千晴、Gendy、GOOD BYE APRIL
- 第29回放送： GOOD BYE APRIL、Gendy、吉田山田、見田村千晴
- 第30回放送： つりビット、豊満乃風、i☆Ris、Civilian Skunk
- 第31回放送： ダイアナ・ガーネット、WAZZ UP、つりビット、豊満乃風
- 第32回放送： i☆Ris、Civilian Skunk、山口リサ、Kus Kus
- 第33回放送： Kus Kus、山口リサ、Civilian Skunk、8utterfly
- 第34回放送： ダイアナ・ガーネット、つりビット、豊満乃風、i☆Ris
- 第35回放送： 豊満乃風、Kus Kus、WAZZ UP、つりビット
- 第36回放送： i☆Ris、デジカット、8utterfly、THE RiCECOOKERS
- 第37回放送： デジカット、Kus Kus、THE RiCECOOKERS、姫carat
- 第38回放送： 姫carat、CHAN-MIKA、ANNA☆S、吉田山田
- 第39回放送： 姫carat、CHAN-MIKA、ANNA☆S、吉田山田
- 第40回放送： 特別総集編
- 第41回放送： 吉田山田、つりビット、THE RiCECOOKERS、GOOD BYE APRIL（特別総集編）
- 第42回放送： 吉田山田、つりビット、THE RiCECOOKERS、GOOD BYE APRIL（特別総集編）
- 第43回放送：Ceui、上野優華、8utterfly、heidi.
- 第44回放送：つりビット、Ceui、heidi.、上野優華
- 第45回放送：Ceui、フラップガールズスクール、吉田山田、KOBerrieS♪
- 第46回放送：KOBerrieS♪、8utterfly、フラップガールズスクール、Ceui
- 第47回放送：福原香織とRAB、My Hair is Bad、RAq、寺嶋由芙
- 第48回放送：寺嶋由芙、RAq、斉藤利菜、My Hair is Bad
- 第49回放送：福原香織とRAB、斉藤利菜、paionia、流星群少女
- 第50回放送：青山☆聖ハチャメチャハイスクール、つりビット、斉藤利菜、paionia
- 第51回放送：福原香織とRAB、イケメン’ズ、寺嶋由芙、つりビット
- 第52回放送：竹友あつき、つりビット、04 Limited Sazabys、イケメン’ズ
- 第53回放送：04 Limited Sazabys、寺嶋由芙、福原香織とRAB、吉田山田
- 第54回放送：LoVendoЯ、竹友あつき、吉田山田、青山☆聖ハチャメチャハイスクール
- 第55回放送：青山☆聖ハチャメチャハイスクール、佐藤広大、Jupiter、伊禮恵
- 第56回放送：つりビット、Jupiter、伊禮恵、LoVendoЯ
- 第57回放送：ANNA☆S、QOOLAND、ELLIE、バニラビーンズ
- 第58回放送：QOOLAND、バニラビーンズ、ELLIE、ANNA☆S
- 第59回放送：LoVendoЯ、佐藤広大、馬場雄一、heidi.
- 第60回放送：LoVendoЯ、馬場雄一、吉田山田
- 第61回放送：FEST VAINQUEUR、ANNA☆S、Rhythmic Toy World、heidi.
- 第62回放送：Kus Kus、Rhythmic Toy World、FEST VAINQUEUR
- 第63回放送：椎名ぴかりん、ALIVE、バニラビーンズ、Aldious
- 第64回放送：姫carat、バニラビーンズ、Kus Kus、Rhythmic Toy World
- 第65回放送：椎名ぴかりん、iMagic.、姫carat、伊禮恵
- 第66回放送：椎名ぴかりん、iMagic.、伊禮恵、ジャアバーボンズ
- 第67回放送：椎名ぴかりん、ジャアバーボンズ、Aldious、ALIVE
- 第68回放送：THE TEENAGE KISSERS、デジカット、涙-NAMIDA-、SHIT HAPPENING
- 第69回放送：THE TEENAGE KISSERS、Aldious、SHIT HAPPENING、つりビット
- 第70回放送：Aldious、SHIT HAPPENING、つりビット、矢島舞依
- 第71回放送：アイドルカレッジ、矢島舞依、Split BoB、THE TEENAGE KISSERS
- 第72回放送：フラップガールズスクール、柊木りお、FEST VAINQUEUR、アイドルカレッジ
- 第73回放送：フラップガールズスクール、デジカット、Split BoB
- 第74回放送：FEST VAINQUEUR、フラップガールズスクール、cleanero、柊木りお
- 第75回放送：柊木りお、cleanero、FEST VAINQUEUR、青SHUN学園
- 第76回放送：Cupitron、ザ・ラヂオカセッツ、青SHUN学園、吉田山田
- 第77回放送：総集編 「未公開版 歌姫編」
- 第78回放送：総集編 「未公開版 バンド編」
- 第79回放送：Cupitron、ザ・ラヂオカセッツ、sukida dramas、吉田山田
- 第80回放送：Aldious、LoVendoЯ特番
- 第81回放送：Ceui、図鑑、sukida dramas、ONE☆DRAFT
- 第82回放送：ONE☆DRAFT、憲嗣、図鑑、Cure Rubbish
- 第83回放送：ONE☆DRAFT、My Hair is Bad、憲嗣、Ceui
- 第84回放送：つばさFly、Cure Rubbish、My Hair is Bad
- 第85回放送：My Hair is Bad、つばさFly、COLLAGEN BOY'z
- 第86回放送：コンテンポラリーな生活、つばさFly、THE KIDDIE、吉田山田
- 第87回放送：ベリーグッドマン、はちみつ。、COLLAGEN BOY'z、LoVendoЯ
- 第88回放送：ベリーグッドマン、THE KIDDIE、コンテンポラリーな生活、中村千尋
- 第89回放送：アイドルカレッジ、Jin-Machine、LoVendoЯ、中村千尋
- 第90回放送：吉田山田、BIRTH、中村千尋、つりビット
- 第91回放送：吉田山田、アイドルカレッジ、BIRTH、つりビット
- 第92回放送：ベリーグッドマン、はちみつ。、CANDY GO!GO!、早乃香織
- 第93回放送：ベリーグッドマン、プルモライト、アイドルカレッジ
- 第94回放送：アイドルカレッジ、プルモライト、早乃香織、コンテンポラリーな生活
- 第95回放送：プルモライト、美脚時代、彼女 in the display、三浦祐太朗
- 第96回放送：特別企画【ライブ特集】
- 第97回放送：美脚時代、彼女 in the display、本棚のモヨコ、ベリーグッドマン
- 第98回放送：Cupitron、Chu-Z、本棚のモヨコ、セプテンバーミー
- 第99回放送：Cupitron、Chu-Z、CANDY GO!GO! 、ベリーグッドマン
- 第100回放送：undervár、Chu-Z、セプテンバーミー
- 第101回放送：undervár、Draft King、三浦祐太朗、CICADA
- 第102回放送：undervár、Draft King、CICADA
- 第103回放送：Draft King、Q'ulle、HEAD SPEAKER、Softly
- 第104回放送：Draft King、Q'ulle、HEAD SPEAKER、KIRA
- 第105回放送：カントリー・ガールズ、つりビット、KIRA、Softly
- 第106回放送：カントリー・ガールズ、つりビット、彼女 in the display、Softly
- 第107回放送：ALIVE、神田莉緒香、LIFriends、浮遊スル猫
- 第108回放送：ALIVE、神田莉緒香、コンテンポラリーな生活 × My Hair is Bad 2マンLIVE特集
- 第109回放送：Kanako.s、神田莉緒香、LIFriends、矢島舞依
- 第110回放送：HAND SIGN、Bentham、LIFriends、erica
- 第111回放送：Kanako.s、Bentham、But by Fall、浮遊スル猫
- 第112回放送：FEST VAINQUEUR、吉田山田、ZOLA、矢島舞依
- 第113回放送：FEST VAINQUEUR、吉田山田、ZOLA、CANDY GO!GO!
- 第114回放送：Kus Kus With Love、ChiyoTia、But by Fall、erica
- 第115回放送：CANDY GO!GO!、FEST VAINQUEUR、ChiyoTia、木村竜蔵
- 第116回放送：LoVendoЯ、EZO、吉田山田
- 第117回放送：コンテンポラリーな生活、木村竜蔵、電波少女、Kus Kus With Love
- 第118回放送：EZO、erica、電波少女、HAND SIGN
- 第119回放送：LoVendoЯ、つばさFly、Faint⋆Star、
- 第120回放送：HAND SIGN、チャメっ娘☆WITCHES、Faint⋆Star、つりビット
- 第121回放送：HAND SIGN、Shimva、つばさFly、Cupitron
- 第122回放送：つりビット、ARCHAIC RAG STORE、Shimva、Cupitron
- 第123回放送：カントリー・ガールズ、ARCHAIC RAG STORE、チャメっ娘☆WITCHES、つりビット
- 第124回放送：Faint⋆Star、choco☆milQ、ななのん、コンテンポラリーな生活
- 第125回放送：LIFriends、滝口成美、ななのん、カントリー・ガールズ
- 第126回放送：Q'ulle、MAGIC OF LiFE、choco☆milQ、滝口成美
- 第127回放送：特別企画【ライブ特集・バンド編】
- 第128回放送：特別企画【ライブ特集・歌姫編】
- 第129回放送：Q'ulle、Faint⋆Star、こぶしファクトリー、植田真梨恵
- 第130回放送：SHIT HAPPENING、Jupiter、MAGIC OF LiFE、Q'ulle
- 第131回放送：植田真梨恵、ANNA☆S、Jupiter、こぶしファクトリー
- 第132回放送：SHIT HAPPENING、まねきねこ from OS☆U、吉田山田、こぶしファクトリー
- 第133回放送：ANNA☆S、グッバイフジヤマ、erica、まねきねこ from OS☆U
- 第134回放送：コンテンポラリーな生活、ANNA☆S、図鑑、swim me
- 第135回放送：Carat、図鑑、バニラビーンズ、FEST VAINQUEUR
- 第136回放送：Split BoB、モノレコード、バニラビーンズ、swim me
- 第137回放送：コンテンポラリーな生活、FEST VAINQUEUR、グッバイフジヤマ、図鑑
- 第138回放送：フェアリーズ、グッバイフジヤマ、Split BoB、MAGIC OF LiFE
- 第139回放送：FEST VAINQUEUR、Carat、MAGIC OF LiFE、フェアリーズ
- 第140回放送：モノレコード、MAGIC OF LiFE、アンドクレイジー、FEST VAINQUEUR
- 第141回放送：Su凸ko D凹koi、アンドクレイジー、Q'ulle、THE SxPLAY
- 第142回放送：ROOKiEZ is PUNK'D、吉田山田、デスラビッツ、フェアリーズ
- 第143回放送：チャッキーズ∞インフィニティ、THE SxPLAY、Su凸ko D凹koi、つりビット
- 第144回放送：吉田山田、ROOKiEZ is PUNK'D、デスラビッツ、JUST CHRONICLE
- 第145回放送：Su凸ko D凹koi、吉田山田、チャッキーズ∞インフィニティ、つりビット
- 第146回放送：CANDY GO!GO!、JUST CHRONICLE、バニラビーンズ、SILHOUETTE FROM THE SKYLIT
- 第147回放送：特別企画【ライブ特集・バンド編】
- 第148回放送：特別企画【ライブ特集・歌姫編】
- 第149回放送：Q'ulle、SILHOUETTE FROM THE SKYLIT、ROOKiEZ is PUNK'D、takekings
- 第150回放送：Q'ulle、絶叫する60度、CANDY GO!GO!、こぶしファクトリー
- 第151回放送：ANNA☆S、takekings×ARCHAIC RAG STORE【THE LIVE・VS】、チャッキーズ∞インフィニティ
- 第152回放送：絶叫する60度、こぶしファクトリー、LoVendoЯ、LIFriends
- 第153回放送：LoVendoЯ、ANNA☆S、notall、SILHOUETTE FROM THE SKYLIT×ARCHAIC RAG STORE【THE LIVE・VS】
- 第154回放送：カントリー・ガールズ、絶叫する60度、たんこぶちん、notall
- 第155回放送：たんこぶちん、LIFriends、ARCHAIC RAG STORE、カントリー・ガールズ
- 第156回放送：吉田山田、erica、LIFriends、フラップガールズスクール
- 第157回放送：touch my secret、たんこぶちん、Tomomi Legend
- 第158回放送：吉田山田、touch my secret、しなまゆ、FEST VAINQUEUR
- 第159回放送：BRIDEAR、フラップガールズスクール、つりビット×こぶしファクトリー【THE LIVE・VS】
- 第160回放送：PIGGY BANKS、CICADA、しなまゆ、FEST VAINQUEUR
- 第161回放送：FantaRhyme、touch my secret、MISTY、たんこぶちん
- 第162回放送：カルメラ、LOCAL CONNECT、CICADA、Qaijff
- 第163回放送：BRIDEAR、MISTY、CICADA、PIGGY BANKS
- 第164回放送：カルメラ、touch my secret、Qaijff、デスラビッツ
- 第165回放送：ゴードマウンテン、CoverGirls、LOCAL CONNECT、Cupitron
- 第166回放送：Cupitron、カルメラ、CoverGirls、ILoVU
- 第167回放送：デスラビッツ、ILoVU、伊禮恵、つりビット
- 第168回放送：つりビット、Q'ulle、 ゴードマウンテン×LOCAL CONNECT【THE LIVE・VS】
- 第169回放送：アンドクレイジー、SAME、3dots and more、イケてるハーツ
- 第170回放送：SAME、イケてるハーツ、ゴードマウンテン【THE LIVE】、3dots and more
- 第171回放送：Q'ulle、アンドクレイジー、瀬川あやか、デスラビッツ
- 第172回放送：S!N、LOCAL CONNECT、Crossover&Co.、むすびズム
- 第173回放送：瀬川あやか、S!N、LOCAL CONNECT、Q’ulle
- 第174回放送：吉田山田、瀬川あやか、ROOKiEZ is PUNK’D
- 第175回放送：DISDOL、ARTIFACT OF INSTANT、S!N、むすびズム
- 第176回放送：Crossover&Co.、DISDOL、香川裕光、ARTIFACT OF INSTANT
- 第177回放送：特別企画【ライブ特集・バンド編】
- 第178回放送：特別企画【ライブ特集・歌姫編】
- 第179回放送：FEST VAINQUEUR、こぶしファクトリー、中谷優心、ARTIFACT OF INSTANT
- 第180回放送：バンドごっこ、LoVendoЯ、Tigh-Z、La PomPon
- 第181回放送：吉田山田、バンドごっこ、erica、FEST VAINQUEUR
- 第182回放送：But by Fall、La PomPon、erica、SPARK!!SOUND!!SHOW!!
- 第183回放送：SPARK!!SOUND!!SHOW!!、Half time Old × LOCAL CONNECT × ゴードマウンテン【THE LIVE・VS】
- 第184回放送：FEST VAINQUEUR、But by Fall、バンドごっこ【THE LIVE】、ROOKiEZ is PUNK'D
- 第185回放送：ROOKiEZ is PUNK'D【THE LIVE】、DINOSAUR BRAIN、Q'ulle、カントリー・ガールズ
- 第186回放送：Half time Old【THE LIVE】、カントリー・ガールズ、ARTIFACT OF INSTANT【THE LIVE・VS】、SPARK!!SOUND!!SHOW!!【THE LIVE・VS】
- 第187回放送：Q'ulle【THE LIVE】、アンドクレイジー、But by Fall【THE LIVE】、Emii
- 第188回放送：図鑑、Emii、吉田山田【THE LIVE】
- 第189回放送：Q'ulle、SHIT HAPPENING、図鑑
- 第190回放送：Q'ulle、erica、SHIT HAPPENING【THE LIVE】、Kus Kus
- 第191回放送：吉田山田、青野美沙稀、E-yell、Q'ulle【THE LIVE】
- 第192回放送：吉田山田、GOODWARP、ROOKiEZ is PUNK'D、町あかり
- 第193回放送：カルメラ、erica、図鑑、PassCode
- 第194回放送：カルメラ、青野美沙稀、Nicky、町あかり
- 第195回放送：特別企画【ライブ特集・PART1】
- 第196回放送：特別企画【ライブ特集・PART2】
- 第197回放送：Passcode（30分特集）
- 第198回放送：GOODWARP、Cloque.、ReFrain ReFrain
- 第199回放送：The cold tommy、Cloque.【THE LIVE】、ROOKiEZ is PUNK'D
- 第200回放送：The cold tommy、ReFrain ReFrain【THE LIVE】、WOMCADOLE【THE LIVE】
- 第201回放送：つりビット、Split BoB、ROOKiEZ is PUNK'D
- 第202回放送：ベリーグッドマン、鳴ル銅鑼
- 第203回放送：WOMCADOLE、カルメラ【THE LIVE】
- 第204回放送：鳴ル銅鑼、ベリーグッドマン【THE LIVE】
- 第205回放送：Chu's day.、カントリー・ガールズ、メロディー・チューバック
- 第206回放送：メロディー・チューバック、WOMCADOLE【THE LIVE】、強がりセンセーション
- 第207回放送：ベリーグッドマン、TABARU、Chu's day.
- 第208回放送：LOCAL CONNECT、TABARU【THE LIVE】
- 第209回放送：LACCO TOWER、強がりセンセーション、磯山 純
- 第210回放送：つりビット、LOCAL CONNECT、 Chu's day.【THE LIVE】
- 第211回放送：LACCO TOWER【THE LIVE】、磯山 純、吉田山田
- 第212回放送：GINNEZ、FEST VAINQUEUR、THREEOUT
- 第213回放送：CRAZY VODKA TONIC × LOCAL CONNECT × WOMCADOLE【THE LIVE・VS】
- 第214回放送：空きっ腹に酒、touch my secret、北出菜奈
- 第215回放送：GINNEZ、LACCO TOWER
- 第216回放送：CRAZY VODKA TONIC【THE LIVE】、NOWEATHER、上北 健
- 第217回放送：FEST VAINQUEUR、北出菜奈、吉田山田【THE LIVE】
- 第218回放送：Dorothy Little Happy、WOMCADOLE【THE LIVE】
- 第219回放送：NOWEATHER【THE LIVE】、Party Rockets GT、FEST VAINQUEUR【THE LIVE】
- 第220回放送：空きっ腹に酒【THE LIVE】、LACCO TOWER、こぶしファクトリー【THE LIVE】
- 第221回放送：Party Rockets GT、touch my secret
- 第222回放送：LOCAL CONNECT、SWANKY DOGS
- 第223回放送：RagnaRock、SWANKY DOGS【THE LIVE】、Cloque.
- 第224回放送：LOCAL CONNECT【THE LIVE】、CRAZY VODKA TONIC
- 第225回放送：Cloque.【THE LIVE】、FEST VAINQUEUR、THREEOUT【THE LIVE】
- 第226回放送：ユイガドクソン、CANDY GO!GO!
- 第227回放送：Chu-Z、FEST VAINQUEUR【THE LIVE】、The cold tommy
- 第228回放送：ココロオークション【THE LIVE】、瀬川あやか、The cold tommy【THE LIVE】
- 第229回放送：瀬川あやか、ReFrain ReFrain、Chu-Z
- 第230回放送：ココロオークション、LACCO TOWER
- 第231回放送：Party Rockets GT（30分特集）
- 第232回放送：WOMCADOLE（30分特集）
- 第233回放送：FEST VAINQUEUR（30分特集）
- 第234回放送：LOCAL CONNECT（30分特集）
- 第235回放送：吉田山田（30分特集）（最終回）

## 今週の定番曲
これまでに紹介されたアーティストと曲名
- 第1回放送：美輪明宏「ヨイトマケの唄」
- 第2回放送：NAT KING COLE　「Smile」
- 第3回放送：Celtic Woman「You raise me up」
- 第4回放送：森山良子「涙そうそう」 / 夏川りみ「涙そうそう」 / Keali'I Reichel「Ka Nohona Pili Kai」
- 第5回放送：Cliff Edwards「When You Wish Upon a Star〜星に願いを〜」

　/ 山下達郎「WHEN YOU WISH UPON A STAR〜星に願いを〜」
- 第6回放送：海援隊「贈る言葉」 / FLOW「贈る言葉」
- 第7回放送：小林明子「恋におちて -Fall in love-」 / 徳永英明「恋におちて-Fall in Love-」
- 第8回放送：コーラスライン オリジナルブロードキャスト「ONE」
- 第9回放送：SERGIO MENDES & BRASIL’66「MAS QUE NADA」　/　由紀さおり＆ピンク・マルティーニ「Mas que nada」
- 第10回放送：笠置シヅ子「東京ブギウギ」 / 福山雅治「東京ブギウギ」
- 第11回放送：ANTON KARAS「THE THIRD MAN THEME」
- 第12回放送：THE BLUE HEARTS「情熱の薔薇」
- 第13回放送：VAN HALEN　「Jump」
- 第14回放送：堺正章「街の灯り」 / 浅田美代子「赤い風船」
- 第15回放送：Ray Charles「YOU ARE MY SUNSHINE」
- 第16回放送：ペドロ＆カプリシャス「五番街のマリーへ」
- 第17回放送：DEREK AND THE DOMINOS「LAYLA」
- 第18回放送：フィンガー5「学園天国」
- 第19回放送：FRANK SINATRA　「MY WAY」 / Claude François「Comme d'habitude」
- 第20回放送：レミオロメン「3月9日」
- 第21回放送：RETTE MIDLER「THE ROSE」
- 第22回放送：Hoagy Carmichael　「Georgi on my mind〜我が心のジョージア〜」
- 第23回放送：南沙織「17才」
- 第24回放送：Natalie Cole「Unforgettable」
- 第25回放送：吉田拓郎「流星」
- 第26回放送：渡辺美里「My Revolution」
- 第27回放送：Limahl「THE NEVER ENDING STORY」
- 第28回放送：松崎しげる「愛のメモリー」
- 第29回放送：Bee Gees　「STAYN' ALIVE」
- 第30回放送：長渕剛「とんぼ」
- 第31回放送：OTIS REDDING　「THE DOCK OF THE BAY」
- 第32回放送：槇原敬之「どんなときも。」
- 第33回放送：Ricky Martin「Livin' La Vida Loca」 / 郷ひろみ「GOLDFINGER '99」
- 第34回放送：沖田浩之「燃えてヒーロー」 / 竹本孝之「燃えてヒーロー」
- 第35回放送：ルイ・アームストロング　「What a Wonderful　World」
- 第36回放送：にしきのあきら「空に太陽がある限り」
- 第37回放送：「Someday My Prince Will Come　〜いつか王子様が〜」（『白雪姫』挿入歌）
- 第38回放送：稲垣潤一「クリスマスキャロルの頃には」
- 第39回放送：Wham!「Last Christmas」
- 第40回放送： 特別総集編のため「今週の定番曲」のコーナーなし
- 第41回放送： 特別総集編のため「今週の定番曲」のコーナーなし
- 第42回放送： 特別総集編のため「今週の定番曲」のコーナーなし
- 第43回放送：宇多田ヒカル「First Love」
- 第44回放送：「BIBBIDI-BOBBIDI-BOO」（『シンデレラ』挿入歌）
- 第45回放送：広瀬香美「ロマンスの神様」
- 第46回放送：FUN「We are young」
- 第47回放送：島倉千代子「人生いろいろ」
- 第48回放送：フランク・シナトラ「恋のひとこと〜Somethin' Stupid〜」「Nothing But The Best」より
- 第49回放送：絢香「I believe」
- 第50回放送：Celine Dion & Peabo Bryson「Beauty and the Beast〜美女と野獣」「美女と野獣」オリジナル・サウンド・トラックより
- 第51回放送：かまやつひろし「我が良き友よ」
- 第52回放送：Rick Astley「When I Fall in Love〜恋に落ちた時」
- 第53回放送：竹内まりや「家に帰ろう (マイ・スイート・ホーム)」
- 第54回放送：「A Dream Is a Wish Your Heart Makes（夢はひそかに）」（『シンデレラ』挿入歌）
- 第55回放送：フィンガー5「恋のダイヤル6700」
- 第56回放送：Julie London「CRY ME A RIVER」
- 第57回放送：チューリップ「心の旅」
- 第58回放送：Idina Menzel「Let It Go」（『アナと雪の女王』挿入歌）
- 第59回放送：三好鉄生「涙をふいて」
- 第60回放送：Pat Boone　「砂に書いたラブレター〜LOVE LETTER IN THE SAND」
- 第61回放送：X JAPAN「Tears」
- 第62回放送：松たか子「レット・イット・ゴー〜ありのままで〜」
- 第63回放送：ポルノグラフィティ「アポロ」
- 第64回放送：The Drifters「Save the last dance for me」/　越路吹雪「ラストダンスは私に」
- 第65回放送：松任谷由実「真夏の夜の夢」
- 第66回放送：Led Zeppelin「WHOLE LOTTA LOVE〜胸一杯の愛を」
- 第67回放送：THE YELLOW MONKEY「SPARK」
- 第68回放送：ドーン「幸せの黄色いリボン」
- 第69回放送：大塚愛「さくらんぼ」
- 第70回放送：「燃えよドラゴン」 燃えよドラゴン オリジナル・サウンドトラックより
- 第71回放送：GReeeeN「キセキ」
- 第72回放送：Jane Morgan「Fascination」
- 第73回放送：ちのはじめ「やつらの足音のバラード」
- 第74回放送：神田沙也加、稲葉菜月、諸星すみれ「雪だるまつくろう」
- 第75回放送：浜崎あゆみ「Voyage」
- 第76回放送：フランク・シナトラ「Polka dots and moonbeams」
- 第79回放送：チューリップ「青春の影」
- 第80回放送：団次郎「帰ってきたウルトラマン」
- 第81回放送：山下毅雄「スーパージェッター」
- 第82回放送：辛島美登里「サイレント・イヴ」
- 第83回放送：THE ALFEE「星空のディスタンス」
- 第84回放送：南沙織「潮風のメロディ」
- 第85回放送：松本伊代「センチメンタル・ジャーニー」
- 第86回放送：麗美「ノーサイド」
- 第87回放送：ザ・ビーナス「キッスは目にして!」
- 第88回放送：ピンク・レディー「UFO」
- 第89回放送：中森明菜「北ウィング」
- 第90回放送：荻野目洋子「六本木純情派」
- 第91回放送：浅田美代子「赤い風船」
- 第92回放送：松田聖子「蒼いフォトグラフ」
- 第93回放送：和田アキ子「Mother」
- 第94回放送：中原めいこ「君たちキウイ・パパイア・マンゴーだね。」
- 第95回放送：本田美奈子「Oneway Generation」
- 第96回放送：特別企画【ライブ特集】
- 第97回放送：福山雅治「Heat」
- 第98回放送：西田ひかる「ときめいて」
- 第99回放送：B'z「LOVE PHANTOM」
- 第100回放送：FIELD OF VIEW「Last Good-bye」
- 第101回放送：WANDS「Secret Night 〜It's My Treat〜」
- 第102回放送：矢井田瞳「B'coz I Love You」
- 第103回放送：宇多田ヒカル「SAKURAドロップス」
- 第104回放送：柴咲コウ「眠レナイ夜ハ眠ラナイ夢ヲ」
- 第105回放送：the brilliant green「there will be love there」
- 第106回放送：globe「Wanderin' Destiny」
- 第107回放送：19「あの紙ヒコーキ くもり空わって」
- 第108回放送：川村かおり「ZOO」
- 第109回放送：島倉千代子「人生いろいろ」
- 第110回放送：北島三郎「まつり」
- 第111回放送：Do As Infinity「Week!」
- 第112回放送：滝沢秀明「キ・セ・キ」
- 第113回放送：研ナオコ「愚図」
- 第114回放送：とんねるず「やぶさかでない」
- 第115回放送：フィンガー5「恋のダイヤル6700」
- 第116回放送：堀江淳「メモリーグラス」
- 第117回放送：スーパー・モンキーズ「ミスターU.S.A」
- 第118回放送：浅香唯「C-Girl」
- 第119回放送：本田美奈子「1986年のマリリン」
- 第120回放送：水越けいこ「ほほにキスして」
- 第121回放送：大橋純子&美乃家セントラル・ステイション「シンプル・ラブ」
- 第122回放送：坂本冬美「あばれ太鼓」
- 第123回放送：中山美穂「派手!!!」
- 第124回放送：THE YELLOW MONKEY「SPARK」
- 第125回放送：横浜銀蝿「ツッパリHigh School Rock'n Roll (登校編)」
- 第126回放送：由紀さおり「手紙」
- 第127回放送：特別総集編のため「今週の定番曲」のコーナーなし
- 第128回放送：特別総集編のため「今週の定番曲」のコーナーなし
- 第129回放送：河村隆一「I love you」
- 第130回放送：松田聖子「大切なあなた」
- 第131回放送：島谷ひとみ「Perseus-ペルセウス-」
- 第132回放送：GLAY「とまどい」
- 第133回放送：KAN「愛は勝つ」
- 第134回放送：坂本冬美「夜桜お七」
- 第135回放送：飯島真理「愛・おぼえていますか」
- 第136回放送：徳永英明「壊れかけのRadio」
- 第137回放送：ぴんからトリオ「女のみち」
- 第138回放送：ELLEGARDEN「ジターバグ」
- 第139回放送：PENICILLIN「ロマンス」
- 第140回放送：にしきのあきら「空に太陽があるかぎり」
- 第141回放送：布袋寅泰「スリル」
- 第142回放送：島倉千代子・片岡鶴太郎「木枯らしのクリスマス」
- 第143回放送：中村美律子「河内おとこ節」
- 第144回放送：藤井フミヤ「Another Orion」
- 第145回放送：喜納昌吉とチャンプルーズ「花〜すべての人の心に花を」
- 第146回放送：NANA starring MIKA NAKASHIMA「GLAMOROUS SKY」
- 第147回放送：特別総集編のため「今週の定番曲」のコーナーなし
- 第148回放送：特別総集編のため「今週の定番曲」のコーナーなし
- 第149回放送：小沢健二「愛し愛されて生きるのさ」
- 第150回放送：羽田健太郎『渡る世間は鬼ばかり』オープニングテーマ
- 第151回放送：TM NETWORK「RESISTANCE」
- 第152回放送：チューリップ「サボテンの花」
- 第153回放送：THE 虎舞竜「ロード」
- 第154回放送：ゲーム「サクラ大戦」主題歌「檄!帝国華撃団」
- 第155回放送：槇原敬之「遠く遠く」
- 第156回放送：AKB48「桜の花びらたち」
- 第157回放送：大貫妙子「春の手紙」
- 第158回放送：UA「悲しみジョニー」
- 第159回放送：中島美嘉「ORION」
- 第160回放送：尾崎紀世彦「また逢う日まで」
- 第161回放送：ももいろクローバー「行くぜっ!怪盗少女」
- 第162回放送：忌野清志郎「サラリーマン」
- 第163回放送：THE BLUE HEARTS「情熱の薔薇」
- 第164回放送：五木ひろし「山河」
- 第165回放送：葉加瀬太郎「Etupirka(エトピリカ)」
- 第166回放送：EXILE「I Wish For You」
- 第167回放送：平山みき「ビューティフル・ヨコハマ」
- 第168回放送：Char「気絶するほど悩ましい」
- 第169回放送：RUI「月のしずく」
- 第170回放送：天童よしみ「珍島物語」
- 第171回放送：岡本真夜「TOMORROW」
- 第172回放送：山下達郎「GET BACK IN LOVE」
- 第173回放送：古内東子「大丈夫」
- 第174回放送：小田和正「伝えたいことがあるんだ」
- 第175回放送：ZARD「Just believe in love」
- 第176回放送：Sing Like Talking「離れずに暖めて」
- 第177回放送：特別総集編のため「今週の定番曲」のコーナーなし
- 第178回放送：特別総集編のため「今週の定番曲」のコーナーなし
- 第179回放送：大泉逸郎「孫」
- 第180回放送：KAORU AMANE「タイヨウのうた」
- 第181回放送：Hilcrhyme「春夏秋冬」
- 第182回放送：小田和正「まっ白」
- 第183回放送：玉置浩二「メロディー」
- 第184回放送：ONE OK ROCK「完全感覚Dreamer」
- 第185回放送：岡村孝子「いつも心に太陽を」
- 第186回放送：ちあきなおみ「喝采」
- 第187回放送：横山輝一「Lovin' You」
- 第188回放送：ジュディ・オング「魅せられて」
- 第189回放送：Superfly「愛をこめて花束を」
- 第190回放送：五木ひろし「千曲川」
- 第191回放送：GReeeeN「キセキ」
- 第192回放送：ZARD「君に逢いたくなったら…」
- 第193回放送：竹内まりや「もう一度」
- 第194回放送：山下達郎「ヘロン」

## スタッフ
- 制作・著作：NICHION, INC.
- エグゼクティブプロデューサー：桑波田景信
- プロデューサー：齋藤薫【〜2016年12月】
- キャスティングプロデューサー：後藤俊文
- キャスティング・アシスタントプロデューサー：鈴木敬公（番組タイアップ兼務）【2015年4月〜】
- アシスタントプロデューサー：中目孝昭（番組タイアップ兼務）【2013年4月1日〜2015年4月】、宮川徹【2016年5月〜2017年9月】
- チーフディレクター・プロデューサー：松村聖治
- ディレクター：吉栖正明【2013年4月1日〜2015年4月】、田代義信【2015年4月〜2016年12月】
- 製作協力：アニマ21